# Разъезд 103
Разъезд 103 (каз. рзд.103) — упразднённый разъезд в Казалинском районе Кызылординской области Казахстана. Входил в состав Майлыбасского сельского округа. Код КАТО — 434449900. Упразднено в 2018 г.

## Население
В 1999 году население разъезда составляло 63 человека (32 мужчины и 31 женщина). По данным переписи 2009 года, в разъезде проживало 95 человек (41 мужчина и 54 женщины).